# Citroën Evasion
La Citroën Évasion è una monovolume di grandi dimensioni prodotta dalla casa automobilistica francese Citroën tra il 1994 e il 2002.

## Storia
La Evasion nacque come prodotto della Citroën risultante dalla joint-venture tra Gruppo PSA e Gruppo Fiat per la realizzazione di quattro monovolumi dalle caratteristiche simili commercializzate con quattro marchi diversi (Peugeot, Citroën, Fiat e Lancia). I due gruppi non erano nuovi a questo genere di operazioni, dal momento che già negli anni ottanta si erano adoperati assieme per la realizzazione di alcuni veicoli commerciali sulla base di un unico progetto. Il progetto che stava alla base della realizzazione di queste monovolumi prevedeva l'utilizzo di una piattaforma che sarebbe stata utilizzata l'anno dopo per il furgone Fiat Scudo, prodotto anche come Peugeot Expert e Citroën Jumpy.
Il risultato furono quattro monovolumi pressoché identiche, sia come pianale che come meccanica, che era di origine PSA, ma leggermente diversi sia per il marchio sia come livelli di allestimento. La Evasion era fondamentalmente una delle versioni dall'allestimento più semplificato, anche se non mancarono versioni più lussuose e con motori potenti.
Presentata nel 1994, era una grossa monovolume in grado di competere con la Renault Espace, fino a quel momento leader incontrastata nel settore delle monovolume di grossa taglia. A differenza di quest'ultima, la Evasion montava portelloni posteriori scorrevoli. Il suo immenso abitacolo era in grado di ospitare ben sette persone (ma scegliendo di avere una panca da tre posti nella fila posteriore si poteva arrivare anche ad otto posti), oppure, ribaltando i sedili, si poteva ampliare notevolmente la capacità di carico. Ne risultò una vettura per la famiglia, specie per le famiglie numerose, in grado di portare i passeggeri dovunque, in tutto comfort. Fu prodotta in molti paesi europei, tra cui anche la Gran Bretagna e l'Irlanda, dove però fu commercializzata con il nome di Synergie.
Nel 1998 la Evasion subì un leggerissimo, impercettibile restyling. La modifica più evidente stava nei fari anteriori, leggermente rivisti.
Nel 2002 la Evasion fu tolta di produzione per lasciare il posto alla sua erede, la Citroën C8, ancora più grande ed accogliente.
Prodotta in poco meno di 90 000 esemplari, la Evasion non poté certo definirsi un successo esorbitante.

## Estetica

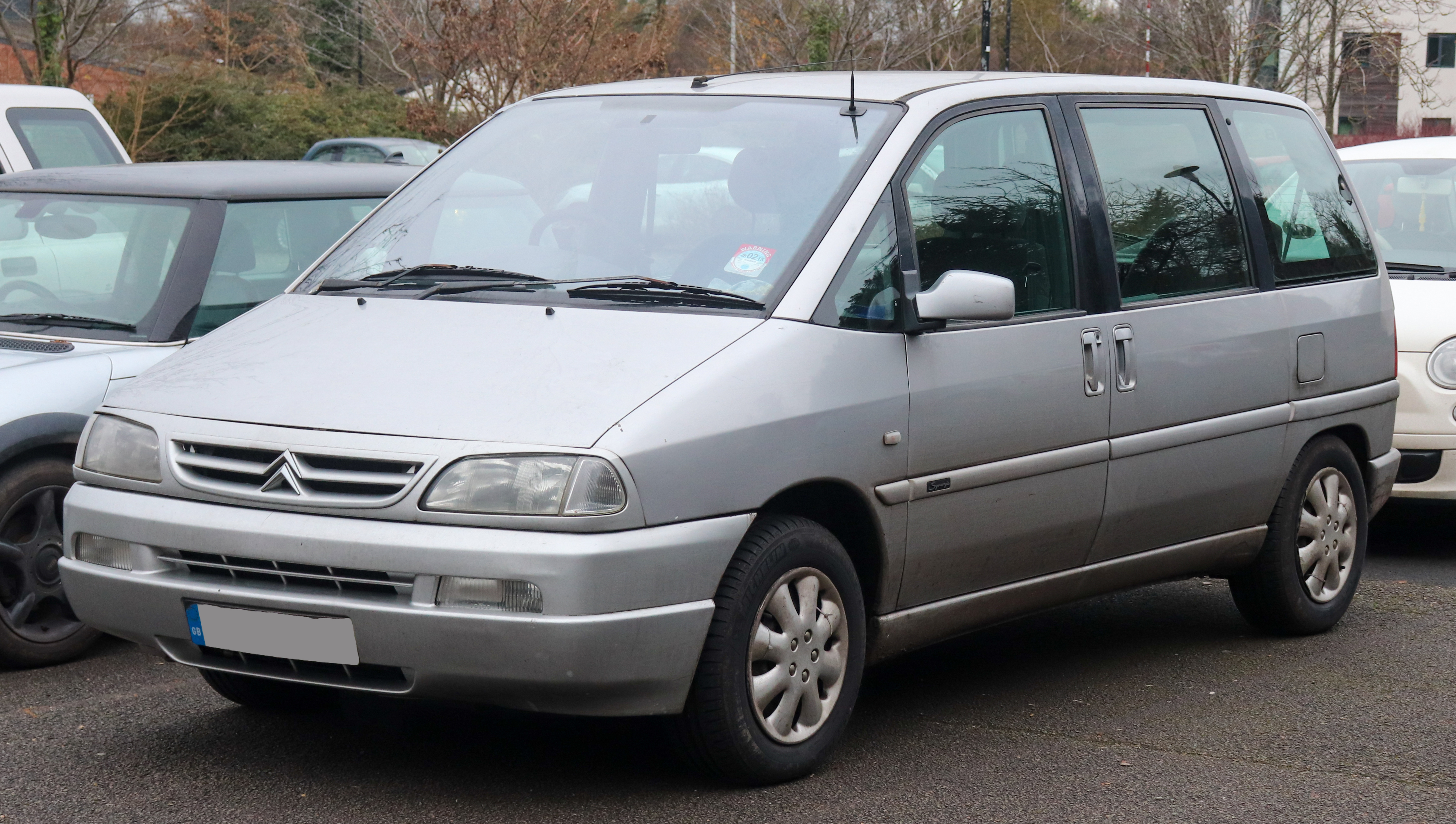
Una Citroen Evasion dopo il lieve restyling del 1998

La linea della Evasion è la classica linea delle monovolume. Costruita negli stabilimenti francesi di Sevel, condivide pianale, meccanica e lamierati con le sue tre sorelle (Ulysse, Lancia Z e Peugeot 806) e ne ricalcava quindi anche l'estetica in modo pedissequo. Abbiamo quindi delle forme pressoché squadrate e votate alla razionalità, con sottili fari anteriori a sviluppo orizzontale e fari posteriori quadrati con angoli leggermente smussati. La calandra è quella tipica delle Citroën dell'epoca, ed è uno dei particolari che maggiormente differenziano le quattro vetture derivanti da questo progetto.
Il restyling del 1998 fu limitato a pochi dettagli, come per esempio i fari anteriori.

## Meccanica

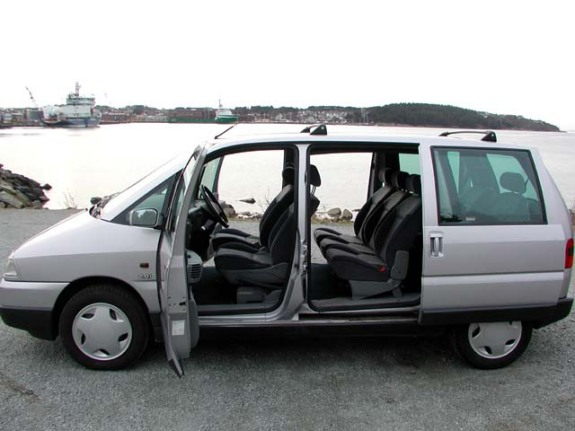
Vista laterale di una Evasion a porte aperte e del suo grande abitacolo

La meccanica della Evasion, analoga a quella delle altre tre sorelle nate dallo stesso progetto, prevedeva inizialmente i seguenti motori, tutti a 4 cilindri e utilizzati anche su altre vetture del Gruppo PSA:
- 1998 cm³ a benzina, aspirato con distribuzione a due valvole per cilindro e 121 CV di potenza massima;
- 1998 cm³ a benzina, turbocompresso a bassa pressione, con distribuzione a due valvole per cilindro e 147 CV di potenza massima;
- 1905 cm³ a gasolio, turbocompresso, con distribuzione a due valvole per cilindro e 90 CV di potenza massima;
- 2088 cm³ a gasolio, turbocompresso, con distribuzione a due valvole per cilindro e 109 CV di potenza massima.

A partire dall'anno 2000, questi due motori a benzina e a gasolio furono tolti di produzione e sostituiti da un solo motore a benzina ed un solo motore a gasolio. La gamma a quel punto fu composta solamente da due motorizzazioni:
- 1998 cm³ a benzina, aspirato, con distribuzione a 4 valvole per cilindro e 132 CV di potenza massima;
- 1997 cm³ a gasolio, turbocompresso, common rail, con distribuzione a 2 valvole per cilindro e 110 CV di potenza massima.

La versione da 2 litri a benzina era disponibile anche con cambio automatico.

## Motorizzazioni
| Modello          | Disponibilità        | Motore  | Cilindrata (cm³) | Potenza max     | Coppia max (Nm) | Emissioni CO2 (g/km) | 0–100 km/h (secondi) | Velocità max (km/h) | Consumo medio (km/L) |
| 2.0i cat.        | dall'esordio al 1999 | Benzina | 1998             | 89 kW (121 CV)  | 170             | n.d                  | 15,1                 | 177                 | 9,0                  |
| 2.0i 16V cat.    | dal 1999 al 2002     | Benzina | 1998             | 100 kW (136 CV) | 190             | 221                  | 11,9                 | 186                 | 10,3                 |
| 2.0i Turbo cat.  | dall'esordio al 1999 | Benzina | 1998             | 108 kW (147 CV) | 235             | n.d                  | 11,0                 | 195                 | 8,6                  |
| 1.9 Turbodiesel  | dal 1995 al 2000     | Diesel  | 1905             | 66 kW (90 CV)   | 201             | n.d                  | 16,8                 | 160                 | 11,8                 |
| 2.0 HDi cat.     | dal 1999 al 2000     | Diesel  | 1997             | 80 kW (109 CV)  | 250             | n.d                  | 15,8                 | 175                 | 14,5                 |
| 2.0 16V HDi cat. | dal 2000 al 2002     | Diesel  | 1997             | 80 kW (109 CV)  | 270             | 186                  | 15,2                 | 175                 | 13,8                 |
| 2.1 TD 12V cat.  | dal 1996 al 1999     | Diesel  | 2088             | 80 kW (109 CV)  | 250             | n.d                  | 14,1                 | 175                 | 11,6                 |